# Дух Женевы

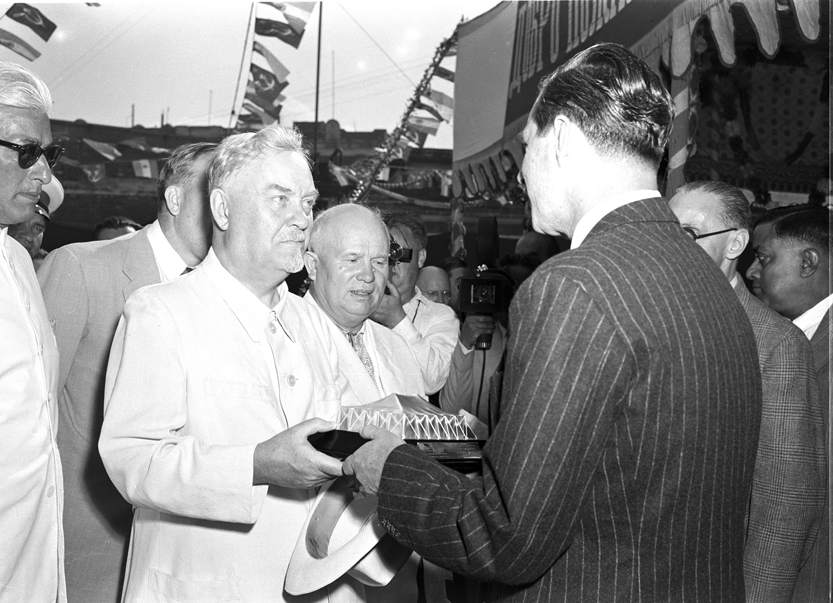
Руководители советской делегации на Женевской конференции 1955 года Никита Хрущёв и Николай Булганин, 1955

«Дух Женевы» (англ. The Spirit of Geneva, фр. l’Esprit de Genève) — политическая обстановка эпохи холодной войны середины 1950-х годов, когда противоборствующие стороны предприняли некоторые шаги в области международной «разрядки». Возникшая ситуация характеризовалась временным «потеплением» межгосударственных отношений, снижением уровня конфронтации. Выражение возникло после Женевского совещания глав правительств СССР, США, Великобритании и Франции, состоявшегося во второй половине июля 1955 года.

## История
В середине 1950-х годов международная ситуация требовала нормализации отношений. В мае 1955 года Западная Германия стала членом НАТО и в том же месяце было оформлено создание военного союза европейских социалистических государств при ведущей роли СССР — Организации Варшавского договора, что закрепило биполярность мира. Совещание в Женеве, одном из традиционных центров мировой дипломатии, было организовано по инициативе западной стороны, в частности, провести встречу на высшем уровне предлагал Уинстон Черчилль, до начала апреля 1955 года находившийся на посту премьер-министра Великобритании. 10 мая советская сторона получила предложение со стороны трёх ведущих западных государств об организации встречи на высшем уровне. В тот же день представители СССР внесли в Комиссию ООН по разоружению новые инициативы в области сокращения вооружений, запрещении оружия массового поражения (атомного и водородного), предотвращения угрозы войны. В ходе подготовки к Женевской конференции и во время её проведения 19—23 июля 1955 года наметились тенденции по «разрядке» международной ситуации. СССР в Женеве представляли Никита Хрущёв, Николай Булганин и Георгий Жуков, США — президент Дуайт Эйзенхауэр, Францию — премьер-министр Эдгар Фор, Великобританию — премьер-министр Энтони Иден.
Предполагается, что выражение «Дух Женевы» восходит к близким по значению высказываниям советских и западных политиков, сделанных в тот период. Так, член советской делегации Николай Булганин в заявлении от 23 июля 1955 года отметил «дух сотрудничества, который был проявлен в Женеве», а Эйзенхауэр в ходе саммита заявил: «Мы не можем ожидать, что в течение нескольких часов или дней были решены все проблемы мира, которые требуют своего решения.… Однако мы можем разумно создать новый дух, который даст возможность для будущих решений проблем». В подобном духе президент также выразился в своей речи в Американской ассоциации адвокатов 24 августа 1955 года. В советской прессе новый этап отношений после окончания встречи объяснялся как «дух взаимопонимания, дух переговоров. Это — отказ от политики диктата, от политики „с позиции силы“, это — стремление исключить войну как метод решения спорных вопросов, искать и находить мирные пути урегулирования назревших международных проблем». В СССР изменения происходившие перед проведениям Женевского саммита называли «смягчением международной напряжённости», «мирным сосуществованием», а после его окончания — «разрядкой». Впоследствии термин «разрядка» закрепился за более поздними международными политическими процессами (конец 1960-х — начало 1970-х годов). В современной литературе к ситуации, возникшей после конференции 1955 года, применяют термины «оттепель», «смягчение международной напряжённости», «мирное сосуществование».
В 1955 году появилась статья под названием «Дух Женевы» советского писателя и публициста Ильи Эренбурга. Позже в своих мемуарах «Люди, годы, жизнь» (1960—1967) он объяснял феномен международной «оттепели» тем, что в ходе встречи не удалось продвинуться ни по одному вопросу и руководство делегаций пошло навстречу надеждам, пожеланиям своих народов и поручило министрам иностранных дел обговорить вопросы разоружения, безопасности в Европе: «Каждый день кто-либо приглашал других на обед или на ужин; все говорили мирно, избегая неосторожного слова. Так родился „дух Женевы“. Он был хорошим духом, но духу нужно тело, и вежливость не могла заменить соглашение хотя бы по одному второстепенному вопросу».
Однако развить мирные инициативы в то время не удалось по целому ряду причин. В частности, этому процессу значительно помешало подавление странами Варшавского блока венгерского восстания, Суэцкий и Берлинский кризисы, полёты над территорией СССР американских разведывательных самолётов U-2. Эренбург по этому поводу отметил, что «Дух Женевы» стал постепенно «испаряться» уже в 1955 году, а «события в Венгрии всё перечеркнули». После того как в ноябре 1985 года в швейцарском городе состоялась встреча лидеров СССР и США Михаила Горбачёва и Рональда Рейгана, выражением «Дух Женевы» стали характеризовать итоги их общения. Применяется это выражение и к позднейшим мирным инициативам. Современные исследователи характеризуют «Дух Женевы» в качестве первых крупных шагов по нахождению диалога между противоборствующими военно-политическими блоками после завершения Второй мировой войны.
В романе (поэме) русского писателя Венедикта Ерофеева «Москва — Петушки» выражение предстало в ироническом плане и было использовано в названии вымышленного алкогольного коктейля. Предполагается, что такой выбор Ерофеева обусловлен мемуарами Эренбурга, а сам коктейль, «мирный» по характеру, противопоставляется «Ханаанскому бальзаму», имеющего конфликтные, воинственные историко-литературные аллюзии.